# Mittelstadt (Reutlingen)
Mittelstadt is een plaats in de Duitse gemeente Reutlingen, deelstaat Baden-Württemberg, en telt 3.427 inwoners (31-12-2007).